# Danaceini
Danaceini es una tribu de coleópteros polífagos de la familia Melyridae.

## Géneros
- Amauronia Westwood, 1839
- Danacea Laporte de Castelnau, 1836
- Hylodanacaea Pic, 1926
- Mauroania Majer, 1997
- Pseudamauronia Pic, 1915